# Muzeum Zalewu Wiślanego

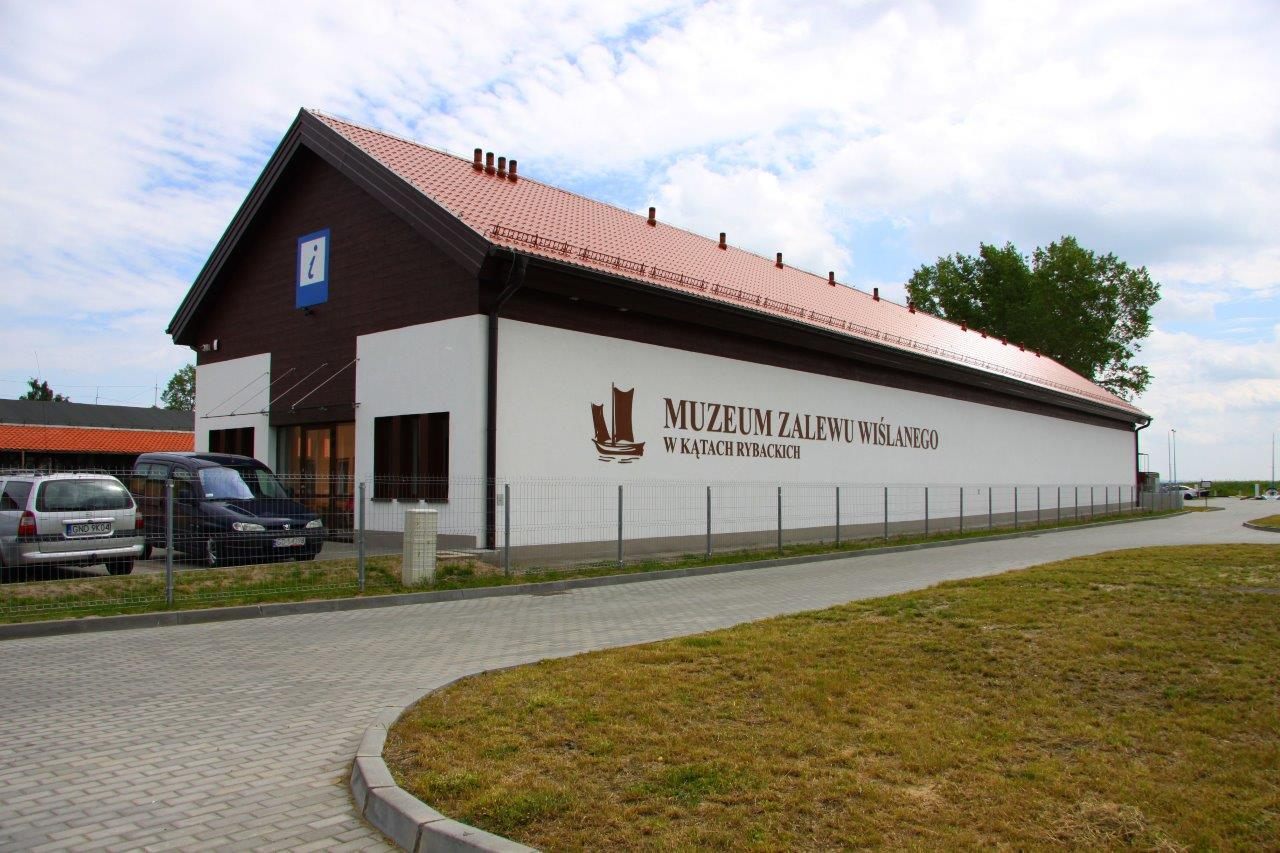
Budynek Muzeum Zalewu Wiślanego

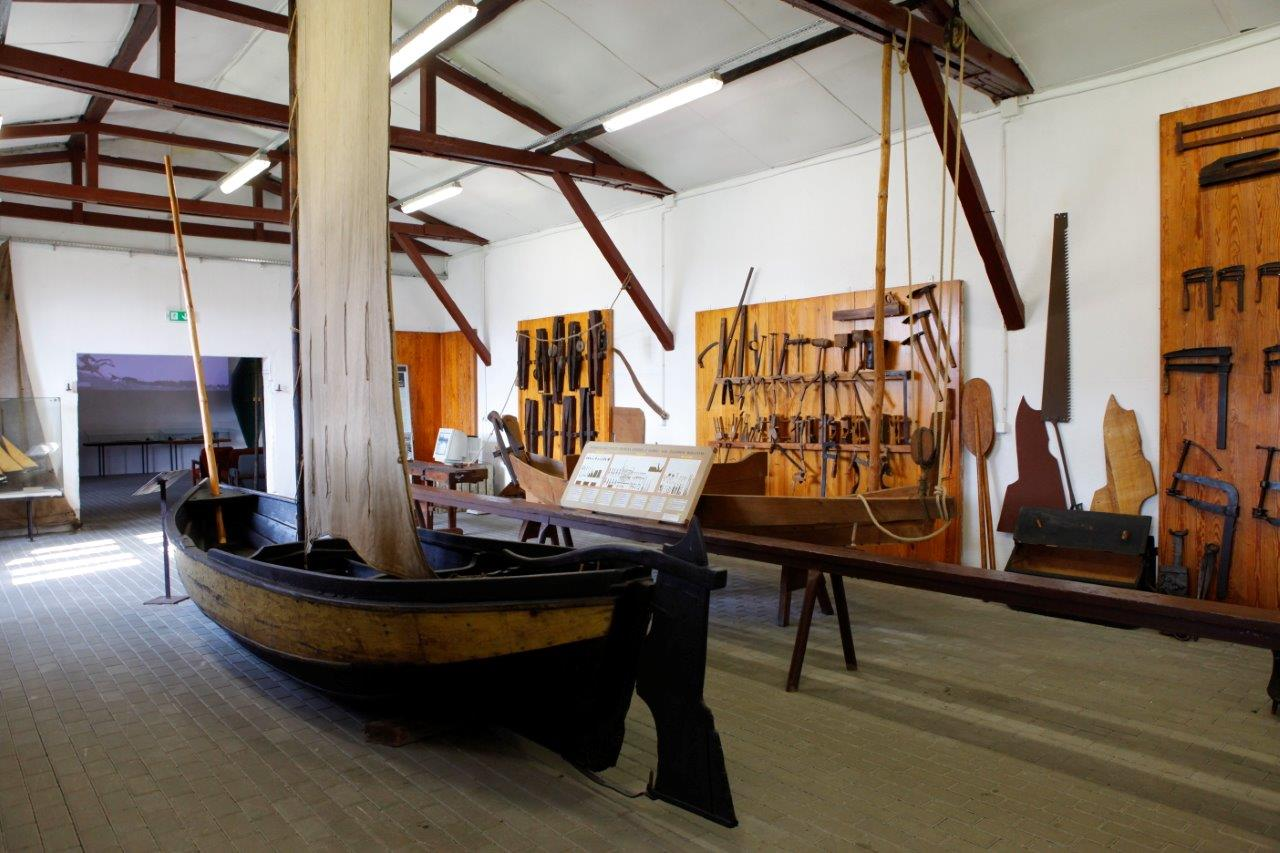
Fragment wystawy stałej

Muzeum Zalewu Wiślanego w Kątach Rybackich – jeden z oddziałów Narodowego Muzeum Morskiego w Gdańsku. Muzeum na swoich wystawach prezentuje historię szkutnictwa i rybołówstwa nad Zalewem Wiślanym. Wśród eksponatów muzeum jest oryginalny, w pełni wyposażony warsztat szkutniczy rodziny Schmidtów z miejscowości Łaszka k. Sztutowa oraz barkas - jednostka o napędzie żaglowym wykorzystywana do połowów jeszcze w latach 60. XX wieku.

W muzeum można zobaczyć także tradycyjne łodzie rybackie z okolic Zalewu, a także unikatowy ślizg lodowy „Ludowy 8” - zwany także od nazwiska konstruktora „Weilandem”.